# Sin remitente
Sin remitente è un film del 1995 diretto da Carlos Carrera.

## Riconoscimenti
- Premio Ariel

Migliore attore a Fernando Torres Lapham